# Raión de Dnieper
Raión de Dnieper (en ucraniano: Дніпровський район) es un raión o distrito urbano de Ucrania, en la ciudad de Kamianské.

## Demografía
Según estimación 2010 contaba con una población total de 90744 habitantes.